# Kis bukó
A kis bukó (Mergellus albellus) a madarak osztályának a lúdalakúak (Anseriformes) rendjébe, ezen belül a récefélék (Anatidae) családjába tartozó Mergellus nem egyetlen faja.

## Táplálkozás
Rövid csőrében rézsútosan hátrafelé álló fogak ülnek, amelyek a csőr összezárásakor egymásba illeszkednek. Fűrészszerű fogazata és horgas csőre segítségével el tudja kapni a sikamlós halakat is.
Táplálékát nappal keresi a legfeljebb négy méter mély vízben. Rövid időre beledugja a fejét a vízbe, hogy szemügyre vegye a táplálékkínálatot, azután teljesen lemerül, és 15-20 másodpercig közvetlenül a víz felszíne alatt úszik. Amikor a kis bukók csoportosan indulnak táplálékszerző körútra, mindannyian egyszerre merülnek le.
Télen kis halakat: lazacot, angolnát, fürge csellét, kelét, pisztrángot, lepényhalat és rákot fogyaszt. Oroszországban kedvelt téli szálláshelyén, a Volga torkolatánál leginkább kis pontyokkal táplálkozik.
Nyáron főleg vízben élő rovarokat és bogarakat, valamint különböző lárvákat fogyaszt. A szitakötőket és a tegzeseket is kedveli, sőt a békát és a növényi táplálékot sem veti meg.

## Élőhely
A kis bukó erdővel körülvett, táplálékban gazdag tavak mellett költ. Kerüli a gyors folyású vizeket, költőrevírjét inkább sekély tavak vagy lassú vízfolyamok mentén, tűlevelű vagy vegyes erdőkben alakítja ki. Fészkét fák odvába rakja. Jobb táplálékforrásokat vagy pihenőhelyet keresve gyakran költözik. Mivel a felszálláshoz csak kis nekifutásra van szüksége, olyan apró vízfelületet is képes kihasználni, amely sok madárfaj számára nem elegendő. Társas madár, gyakran lehet látni más récékkel, különösen kercerécékkel csoportosulva.
A kis bukó Észak-Európában és Észak-Ázsiában tölti a nyarat, egészen az északi fahatárig megtalálható ilyenkor. Télen csak annyira húzódik délre, hogy a teljesen befagyott vízfelületeket elkerülje. Ha a vizet borító jégen talál egy lyukat, le tud merülni, hogy táplálékot keressen. Télen a tengernél is előfordul, leggyakrabban a sekély és védett öblök, folyótorkolatok mentén. 

## Megjelenése
Testhossza 34–44 centiméter, szárnyfesztávolsága 55–70 centiméter, testtömege pedig 500–800 gramm. A tojó kicsit kisebb, mint a hím. Csőre alsó káváján apró, hegyes fogak vannak, a felső pedig enyhén kampós, ez lehetővé teszi a csúszós halak megragadását.
|  |  |  |

## Életmódja
A nyári hónapokban vízirovarokat és lárvákat fogyaszt, az év többi részében 8-16 centiméteres halakkal táplálkozik, halastavaknál károkat okozva.
|  |

## Szaporodása
A kis bukó márciusban vagy áprilisban párosodik, miközben költőhelyére vonul. A madarak gyakran együtt járják a násztáncukat. Amikor összegyűlik a csapat, az egyik madár elkezdi a szertartást. A gácsér körbejárja a tojót, felállítja megnyúlt fejtollazatát, hátrahajtja a fejét, és felborzolja a mellén lévő tollait. A tojó néhány "vuk" kiáltással reagál.
A pár kiválaszt magának egy fészkelőhelyet a víz közelében. Ez legtöbbször egy harkályodú, de a kis bukó a kercerécék számára felakasztott költőodúkat is elfoglalja.
A tojó nem hord építőanyagot, azonban idővel pehelytollak halmozódnak fel a fészekben. Májusban hét-kilenc tojást rak, amelyeket körülbelül egy hónap alatt költ ki.
A tojó egyedül neveli fel a fiókákat. Egy-két nappal a fiókák kikelése után elhagyja a fészket, és őket is hívja, hogy kövessék. A fiókák felmásznak az odú kijáratához, ahonnan kiugranak vagy kipottyannak a földre.
Követik anyjukat a vízhez, és rögtön elkezdenek táplálékot csipegetni. Eközben a felnőtt madár őrködik felettük.

## Megfigyelés
November és április között a kis bukó a közép-európai vizeken telel. A legtöbb madár az Északi- és a Balti-tengernél látható, egy kisebb részük az Alpokalja tavaihoz és folyóihoz húzódik. Egyes területeken a mesterséges víztározók és a kikotort tavak is szolgálhatnak téli szálláshelyéül. Hazánkban főleg a Balatonon és a Dunán telelnek. A három európai bukófaj közül a kis bukó a leggyakoribb Magyarországon. A gácsér fehér tollazatát finom fekete rajzolat díszíti. Sötétszürke háta és világosszürke hasa miatt a tojót könnyen lehet kis búvárnak nézni.